# Королевский филармонический оркестр Фландрии
Антве́рпенский симфони́ческий орке́стр (ранее Королевский филармонический оркестр Фландрии) — симфонический оркестр Фландрии (Бельгия), который базируется в Зале королевы Елизаветы в Антверпене. Оркестром руководит главный дирижёр Элим Чан и почетный дирижёр Филипп Херревеге. Эта организация, которая является одним из семи художественных институтов фламандского сообщества, — одна из самых важных представителей культуры в регионе.
С момента своего основания в 1955 году миссия Антверпенского симфонического оркестра заключалась в том, чтобы охватить как можно более широкую аудиторию классическим и современным симфоническим репертуаром. В Бельгии оркестр каждый сезон выступает на своей базе в Антверпене, а также в Восточной Фландрии (Muziekcentrum De Bijloke), Западной Фландрии (Консертгебау, Брюгге), Лимбурге (Культурный центр, Хасселт) и Брюсселе (Bozar/Paleis voor Schone Kunsten/Центр изобразительных искусств Бозар). Как культурный посол Фландрии, оркестр каждый сезон совершает международные гастроли по Европе и за её пределами.
Помимо регулярных концертов, Антверпенский симфонический оркестр также уделяет внимание работе с молодежью и социальным проектам для людей с ограниченными возможностями или из числа мигрантов. За это в 2016 году оркестр получил награду «Iedereen Klassiek» от фламандского общественного радиовещателя Klara.
С 2015 года управляющим директором оркестра является Йост Мегерман.

## Названия
С момента основания оркестр несколько раз менял названия:
- с апреля 2017 г. — Антверпенский симфонический оркестр
- с сентября 2002 г. — Koninklijke Filharmonie van Vlaanderen / Королевская фламандская филармония — коротко deFilharmonie
- с июля 1985 г. — Koninklijk Filharmonisch Orkest van Vlaanderen
- с января 1983 г. — Filharmonisch Orkest van Vlaanderen
- при основании в 1955 г. — De Philharmonie van Antwerpen

## Возникновение и история

### Возникновение
Оркестр является частью давних традиций филармонических объединений Антверпена. Его самый старый предшественник — это Société Royale d’Harmonie d’Anvers (который до сих пор работает под названием Sorodha). Это музыкальное объединение, основанное в 1814 году, имело большое количество членов и очень мещанскую, нравоучительную программу: способствовать и развивать нравственное благополучие населения Антверпена с помощью классической музыки.
Симфонический оркестр Антверпена берет свое начало прямо в Koninklijke Maatschappij voor Dierkunde (KMDA) или Королевском зоологическом обществе Антверпена. С момента своего основания в 1843 году это общество сосредотачивало свое внимание на зоологии и охране природы. В 1895 году Koninklijke Maatschappij voor Dierkunde основали оркестр, чтобы давать концерты для своих членов. Летом концерты проходили в зоопарке (Dierentuinconcerten). Зимой оркестр переезжает в Grote Feestzaal (Большой фестивальный зал, предшественник нынешнего Зала королевы Елизаветы), который был построен в 1897 году для проведения этих концертов.
Под управлением Эдварда Кёрвелса, а затем и Флоры Альперт в программе были представлены произведения таких композиторов, как Эдвард Григ, Сезар Франк и Гектор Берлиоз. Особое внимание также уделялось фламандским композиторам, таким как Вэлпут, Блоккс, Вамбах и Де Мол.
В 1903 году в Антверпене был основан ещё один оркестр: Maatschappij der Nieuwe Concerten van Antwerpen под управлением Лодевейка Мортельманса. Оркестром дирижировали приглашенные дирижёры, такие как Густав Малер, Зигфрид Вагнер, Ханс Рихтер, Рихард Штраус и Сергей Рахманинов. Под управлением Мортельманса выступали такие солисты, как Пабло де Сарасате, Жак Тибо, Пабло Казальс и Фриц Крейслер.

### Vzw De Philharmonie (1955—1983 гг.)
Оркестры Koninklijke Maatschappij voor Dierkunde и Maatschappij der Nieuwe Concerten были распущены после Второй мировой войны. Многие места культурного развлечения сильно пострадали во время войны и в городе осталось очень мало концертных залов. Кроме того, в 1950-е годы оказалось трудным собирать временные оркестры и находить подходящие сцены для оркестра. Более того, в Антверпене был только один профессиональный оркестр — оркестр Koninklijke Vlaamse Opera (Королевская фламандская опера), который играл особую роль в оркестровой яме.
12 ноября 1955 года Гастон Ариен в сотрудничестве с Джефом Мэйсом, Дж. A. Цвийсеном и Стивеном Канделом основал De Philharmonie как некоммерческую организацию. 19 января 1956 года начались репетиции. После пятидесяти встреч 10 декабря 1956 года в оперном театре состоялся первый концерт.
Найти постоянное помещение оказалось непросто для оркестра. Зал «Grote Feestzaal» Королевского зоологического общества/Koninklijke Maatschappij voor Dierkunde был единственным залом в городе с достаточно большой сценой, на которой мог разместиться оркестр. Однако в 1958 году его снесли, чтобы на том же месте построить Зал королевы Елизаветы. Поэтому De Philharmonie репетировали в различных помещениях по всему городу, в том числе в Alpaertszaal/зале Alpaerts зоопарка и спортивном зале «Олимпия» в Зуиде (в котором позже расположился ночной клуб Zillion).
В 1959 году первым главным дирижёром De Philharmonie стал голландец Эдуард Флипс. В 1960-е годы De Philharmonie процветали. В 1960 году королева Елизавета торжественно открыла новый зал, который будет носить её имя — Зал королевы Елизаветы. С тех пор у оркестра была специальная музыкальная площадка для выступлений. Фламандская общественная телекомпания BRT также регулярно прибегала к услугам оркестра.
В 1970 году Флипс ушел на пенсию. В качестве дирижёров выступали различные участники оркестра, начиная с Валер Ленерт, которого три года спустя сменил Энрике Хорда. С 1975 по 1983 год приглашенным дирижёром оркестра был Андре Вандернот.
Много десятилетий спустя, с 1980 года De Philharmonie объединила свои усилия с deSingel, осуществив мечту Петера Бенуа, основателя Koninklijk Vlaams Conservatorium (Королевская консерватория Антверпена). Наконец-то у оркестра появилась вторая, полноценная сцена в его родном городе. Однако с точки зрения бюджета все становилось значительно труднее. Министр культуры Фландрии Карел Пома пригрозил распустить оркестр. С этой целью была проведена аудиторская проверка, в результате которой был сделан вывод о необходимости коренной реорганизации.

### De Filharmonie van Vlaanderen (1983—1985 гг.)
В ответ на выводы аудиторского отчета в 1983 году была основана новая некоммерческая организация под названием De Filharmonie van Vlaanderen. Главным дирижёром был назначен Эмиль Чакаров и сформирован новый совет директоров. Теперь, после изменения регламента, оркестр мог организовывать концерты самостоятельно.

### Koninklijk Filharmonisch Orkest van Vlaanderen (1985—2002 гг.)
В 1985 году название оркестра было изменено на Koninklijk Filharmonisch Orkest van Vlaanderen.
В 1987 году новым главным дирижёром был назначен Гюнтер Нойхольд. В центре его внимания были произведения современных фламандских композиторов, таких как Люк Бревайс. В 1996 году оркестру было предоставлено постоянное место для репетиций в виде нового здания в районе Эйланд в Антверпене.
В сезон 1998—1999 гг. к оркестру присоединился Филипп Херревеге в качестве художественного руководителя. С тех пор он был включен в состав Антверпенского симфонического оркестра на постоянной основе.

### deFilharmonie — Королевская фламандская филармония (2002—2017 гг.)
В 2002 году растущий международный интерес к оркестру дал начало новому названию: deFilharmonie (Королевская фламандская филармония).
В 2008 году главным дирижёром был назначен Яап ван Зведен, постоянным приглашенным дирижёром — Мартин Браббинс, главным дирижёром — Филипп Херревеге. Это создало прочную художественную основу для оркестра. В 2011 году Эдо де Ваарт сменил Яапа ван Зведена. В 2009 году после консультации с фламандским главным архитектором и при поддержке Фламандского сообщества было принято решение о постройке нового Зала королевы Елизаветы с deFilharmonie в качестве оркестра-резидента.
После трех лет реконструкций в ноябре 2016 года королева Матильда торжественно открыла новый Зал королевы Елизаветы в том же месте; deFilharmonie сыграли четыре первых концерта в новом центре. С тех пор оркестр репетирует, выступает и делает записи в Зале королевы Елизаветы.

### Антверпенский симфонический оркестр (2017 г. — по настоящее время)
Новый концертный зал, обладающий международным очарованием, побудил к ещё одному изменению названия. 3 апреля 2017 года оркестр сменил название на Антверпенский симфонический оркестр.
Начиная с сезона 2017—2018 гг. Антверпенский симфонический оркестр каждый сезон принимает у себя в Зале королевы Елизаветы международные оркестры в сотрудничестве с deSingel.
В начале концертного сезона 2019—2020 года новым главным дирижёром Антверпенского симфонического оркестра стала Элим Чан. Дирижёру было всего 31 год, когда она согласилась на эту должность, что сделало её самым молодым главным дирижёром в истории оркестра.

## Концерты

### Места расположения
Помимо концертов в Зале королевы Елизаветы, оркестр также каждый сезон выступает в других местах Антверпена, таких как deSingel, De Roma, AMUZ, церковь Св. Карла Борромео, собор Богоматери и площадь Синт-Янсплейн. Концертные залы, такие как Центр изобразительных искусств в Брюсселе, Консертгебау в Брюгге, Muziekcentrum De Bijloke в Гент и CCHA в Хасселте — это другие музыкальные площадки, где выступает оркестр.
Будучи послом культуры Фландрии, Антверпенский симфонический оркестр уже выступал в зарубежных концертных залах, таких как Филармония в Санкт-Петербурге, Большой национальный театр в Пекине, Musikverein и Konzerthaus в Вене, Koninklijk Concertgebouw в Амстердаме, Сантори Холл и зал Бунка Кайкан Холл в Токио и Дворец искусств в Будапеште. В апреле 2019 года Антверпенский симфонический оркестр стал первым фламандским оркестром, который когда-либо гастролировал по Латинской Америке, с концертами в Teatro Mayor в Боготе (Колумбия) и Sala São Paulo в Сан-Паулу (Бразилия).

### Традиции
Антверпенский симфонический оркестр имеет ряд традиций, а именно проведение (ежегодно) повторяющихся концертов.
Каждый год Антверпенский симфонический оркестр дает кафедральный концерт в соборе Богоматери в Антверпене, рождественские концерты в церкви Св. Карла Борромео и новогодний концерт в Зале королевы Елизаветы. Кроме того, оркестр более десяти лет исполняет доступную программу классической музыки во время своего концерта под открытым небом на площади Синт-Янсплейн в Антверпене в первые выходные сентября.

## Записи
Антверпенский симфонический оркестр делает записи для таких известных лейблов классической музыки, как PHI, BIS Records и PentaTone Classics.

## Образование и пропаганда
Образование и пропаганда объединяет множество инициатив, благодаря которым Антверпенский симфонический оркестр выполняет социальную и образовательную миссию. Оркестр формирует прочный культурный опыт, позволяя детям, молодым людям и людям, находящимся в уязвимом положении и принадлежащим к разным культурам, принимать участие в классической музыке. Эти проекты, которые специально нацелены на детей и молодежь, являются связующей нитью на протяжении всего существования Антверпенского симфонического оркестра.
Как учреждение, Антверпенский симфонический оркестр является движущей силой нескольких молодёжных оркестров (оркестр Re-Mix, основанный в 2007 году, Antwerps Jeugdorkest, основанный в 2018 году, и Молодёжный оркестр Фландрии, основанный в 2018 году). В 2018 году оркестр также основал Академию Антверпенского симфонического оркестра. Он также участвует в проводимой раз в два года стажировке по композиторскому искусству SoundMine от Musica.

## Дирижёры

### Главные дирижёры
- 2019 г. — по настоящее время Элим Чан
- 2011—2016 гг. Эдо де Ваарт
- 2008—2011 гг. Джаап ван Зведен
- 2002—2008 гг. Даниэле Каллегари
- 1998 г. Филипп Херревеге (с 1998 года входит в состав Антверпенского симфонического оркестра на постоянной основе)
- 1995—1998 гг. Грант Ллевеллин
- 1991—1995 гг. Мухай Танг
- 1986—1991 гг. Гюнтер Нойхольд
- 1983—1986 гг. Эмиль Чакаров
- 1975—1983 гг. Андре Вандернот
- 1970—1975 гг. Энрике Хорда
- 1959—1970 гг. Эдуард Флипс

### Администраторы/управляющие директора
- 2015 г. — по настоящее время Йост Мегерман
- 2009—2015 гг. Ганс Вербугт
- 2009 г. Жан-Пьер Гротер
- 2004—2008 гг. Ганс Веге
- 2000—2004 гг. Ян Раес
- 1993—2000 гг. Люк Ван Акер
- 1991—1992 гг. Марк Ансеев
- 1986—1991 гг. Люк Ван Акер
- 1984—1986 гг. Марк Клемер
- 1964—1983 гг. Франсуа Кувелье

## Дискография (сборник избранных произведений)
- Берт Йорис: «Опасная связь» (совместно с Брюссельским джазовым оркестром)
- Клод Дебюсси/Люк Бревайс: «Прелюдии — музыкальные произведения для симфонического оркестра», под руководством Даниэле Каллегари (2005)
- Людвиг ван Бетховен: Симфония № 4 си-бемоль мажор, ор. 60 и Симфония № 7 в ля-мажор, ор. 92, под руководством Филиппа Херевеге (2005)
- Морис Равель — аранжировка: Мусоргский — Дебюсси — Шабрие — Шуман
- Гия Канчели: Simi (Пренебрежение) (для виолончели с оркестром) и Magnum Ignotum (Великое неизвестное) (для духового ансамбля)
- Калеви Ахо: Концерты для валторны и трубы, под руководством Мартина Браббинса
- Антонин Дворжак: Концерт для скрипки с оркестром в ля-минор, ор. 53 / Сук: Фантазия в соль-минор, ор. 24 и «Песнь любви», ор. 7, под руководством Алана Бурибаева
- Вильгельм Стенхаммар: Симфония № 2, под руководством Кристиана Линдберга
- Роберт Шуман: Симфонии № 2 и 4, под руководством Филиппа Херевеге

В дополнение к этому небольшому сборнику избранных произведений Антверпенский симфонический оркестр (deFilharmonie, Королевский фламандский филармонический оркестр, Koninklijk Vlaams Filharmonisch Orkest) сделал несколько записей произведений бельгийских композиторов, таких как Петер Бенуа, Август Де Бёк, Джозеф Каллаертс, Вим Хендрикс, Люк Ван Хов, Джозеф Йонген, Джеф Мэйс, Артур Мюлеман, Людевейк Мортельманс, Норберт Россо, Адольф Самуэль, Анри Вьётан и Эжен Изаи, часто под управлением дирижёра Мартина Браббинса.

## Внешняя ссылка
- Официальный сайт Антверпенского симфонического оркестра